# Furcas

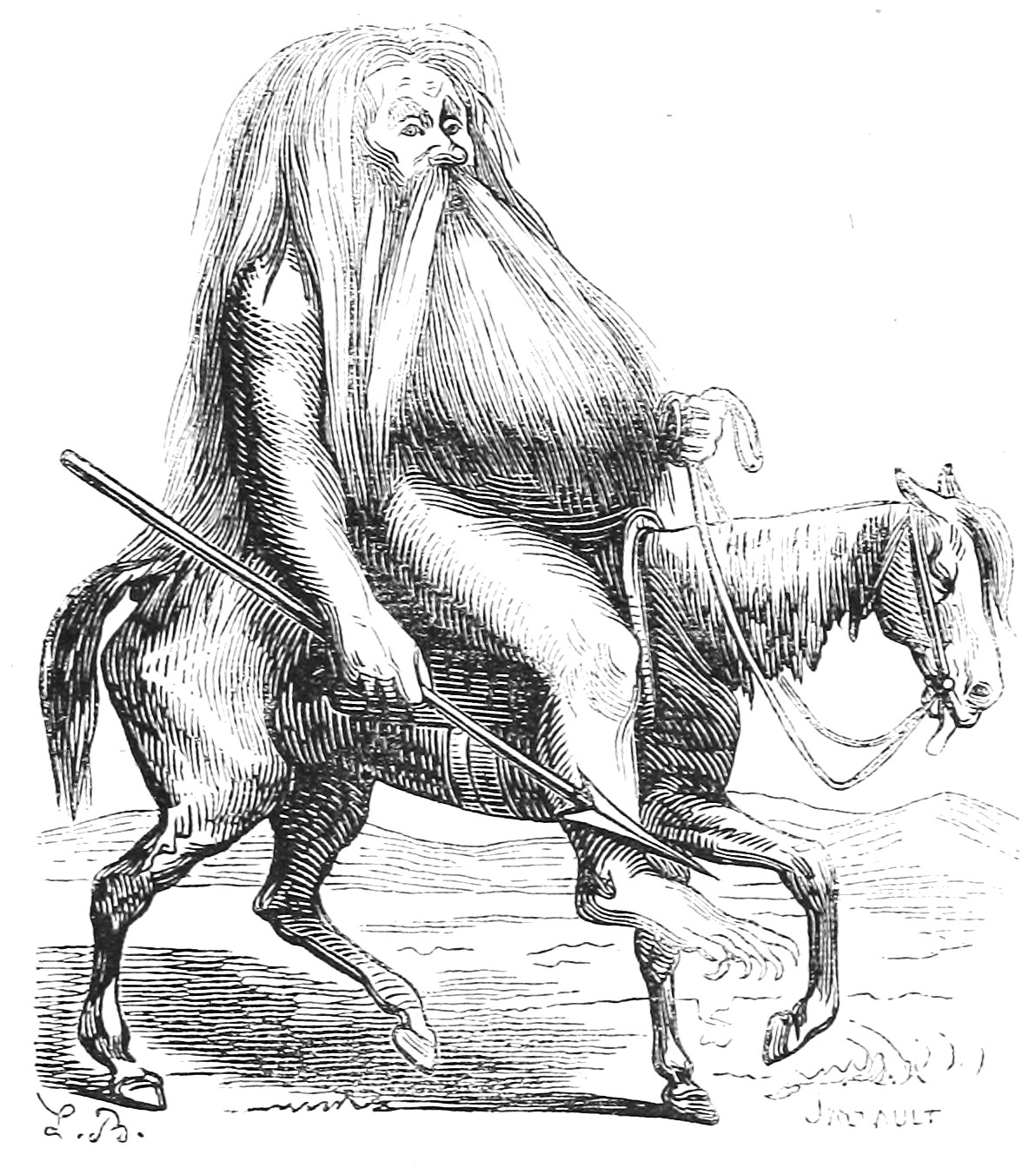
Imagen de Furcas del Diccionario Infernal de Collin por Plancy

En demonología, Furcas (también escrito Forcas) es un Caballero del Infierno (el rango de Caballero es único para él) y gobierna veinte legiones de demonios. Imparte clases de Filosofía, Astronomía (Astrología para algunos autores), Retórica, Lógica, Quiromancia y Piromancia.
Furcas es representado como un hombre de avanzada edad con grandes capacidades física, cabello blanco y una barba larga e igualmente blanca, que monta a caballo mientras sostiene un arma afilada (horca).
La etimología de su nombre puede derivarse de la palabra latina furca, que significa tenedor, o del grecorromano que también significa sepulcro (tumba).